# Patrice
Patrice ist ein männlicher, teilweise aber auch ein weiblicher Vorname, seltener auch ein Familienname. 

## Herkunft und Bedeutung
Lateinisch Patricius: „der Edle“

## Namensträger

### Vorname
- Patrice Abanda (* 1978), kamerunischer Fußballspieler
- Patrice Bart-Williams (* 1979), deutscher Reggae-Sänger und Songwriter, Künstlername Patrice
- Patrice Bergeron (* 1985), kanadischer Hockeyspieler
- Patrice Bouédibéla (* 1974), deutscher Moderator
- Patrice Brisebois (* 1971), kanadischer Hockeyspieler
- Patrice Désilets (* 1974), kanadischer Designer von Computerspielen
- Patrice Chéreau (1944–2013), französischer Regisseur
- Patrice Evra (* 1981), französischer Fußballspieler
- Patrice Garande (* 1960), französischer Fußballspieler und -trainer
- Patrice Leconte (* 1947), französischer Regisseur
- Patrice Lumumba (1925–1961), erster Ministerpräsident des unabhängigen Kongo
- Patrice de Mac-Mahon (1808–1893), französischer General und Staatsmann
- Patrice Martin (Wasserskifahrer) (* 1964), französischer Wasserskifahrer
- Patrice Martin (Boxer) (* 1956), beninischer Boxer
- Patrice Martin-Lalande (* 1947), französischer Politiker
- Patrice Meyer (* 1957), französischer Gitarrist
- Patrice Rushen (* 1954), US-amerikanische Musikerin

### Familienname
- Jean-Philippe Patrice (* 1997), französischer Fechter
- Sébastien Patrice (* 2000), französischer Fechter